# カリーム・アブドゥル＝ジャバー
カリーム・アブドゥル＝ジャバー (Kareem Abdul-Jabbar, 1947年4月16日 - ) は、アメリカ合衆国・ニューヨーク州ニューヨーク出身の元プロバスケットボール選手で、NBAのミルウォーキー・バックスとロサンゼルス・レイカーズで20シーズンにわたりプレーした、バスケットボール界における伝説的な選手である。長きに渡りセンターとしてNBAの第一線で活躍したアブドゥル＝ジャバーは、NBA最優秀選手 (MVP) に6回選出されており、これはNBA史上最多記録である。また、オールNBAチームに15回、NBAオールディフェンシブチームにも11回選出という記録的な成績を収めた。現役時代に6回、アシスタントコーチとして2回のNBAチャンピオンを経験し、選手時代はNBAファイナルMVPを2回受賞しており、NBA35周年、50周年、75周年記念チームにも選出された。元NBAヘッドコーチのパット・ライリーや元NBA選手のアイザイア・トーマス、ジュリアス・アービングなどは、彼を史上最高のバスケットボール選手と評している。
ニューヨークのパワーメモリアル・アカデミーはジャバー在籍時に71連勝を達成している。その後、カリフォルニア大学ロサンゼルス校 (UCLA) のアシスタントコーチであったジェリー・ノーマンからスカウトされ、ジョン・ウッデン監督のもとでプレーした。3年連続で全米選手権を制覇し、3回ともNCAAトーナメントMVPを受賞した。1969年のNBAドラフトでは創設1年目のミルウォーキー・バックスから全体1位で指名され、バックスで6シーズンプレーした。1971年、24歳という若さでバックスをNBAチャンピオンに導いた後、イスラム教に改宗し、カリーム・アブドゥル＝ジャバーという名に改名した。トレードマークの「スカイフック」を武器に、リーグ屈指のスコアラーとしての地位を確立した。1975年にはロサンゼルス・レイカーズに移籍し、14シーズンをレイカーズで過ごしたそのうち、5回のNBAチャンピオンをもたらした。ジャバーは当時レイカーズのバスケットボールスタイルであった「ショータイム」の重要な人物であった。20年のNBAキャリアにおいて、彼が在籍したチームは18回プレーオフに進出し、14回のファースト・ラウンドを突破、10回のNBAファイナルに進出している。
1989年に42歳で引退した時点で、ジャバーの通算得点 (38,387点)、出場試合数 (1,560)、出場時間 (57,446分)、フィールドゴール成功数 (15,837)、フィールドゴール試投数 (28,307)、ブロックショット (3,189)、ディフェンスリバウンド (9,394)、通算勝利数 (1,074)、パーソナルファウル (4,657)はどれもNBA歴代トップであった。今現在でもフィールドゴール成功数、通算勝利数は歴代1位を維持している。また、リバウンド数、ブロックショット数はともに歴代3位。2007年にはESPNに史上最高のセンターと称され、2008年にカレッジバスケットボール史上最高の選手、2016年にNBA歴代最高選手に2位 (1位はマイケル・ジョーダン）に選ばれている。ジャバーは俳優、バスケットボールコーチ、ベストセラー作家、武道家でもあり、ブルース・リーの下で截拳道を学び、ブルース・リー主演の映画『死亡遊戯』(1972年) に出演している。2012年、ジャバーはヒラリー・クリントン国務長官によって、米国の世界文化大使に選ばれた。2016年にはバラク・オバマ大統領から大統領自由勲章を授与された。2023年12月にコンサート会場で転倒し股関節を骨折、人工股関節手術を受けた。

## 生い立ち

### 幼少時代
バスケットボールに出会ったのは6歳か7歳のときで、当時は野球のほうに夢中だった。他にも水泳やフットボールをしていたが、それがのちに役に立ったという。

### 高校
ニューヨーク市のパワーメモリアル高校に進学。ハーレム界隈で最も背が高い高校生だったアルシンダーは、チームを95勝6敗という記録に導いた。高校はマディソン・スクエア・ガーデンの近くだったため、体育館にプロの選手が練習に来ていた。その中でコーチにボストン・セルティックスのプレーを見るよう言われたという。既に注目を集める存在だった彼は卒業後、強いチームでプレーするためUCLA (ブルーインズ) へ進学する。諸説として、カリフォルニアの華やかさと女子学生にモテたいから選んだということも言われている。

## UCLA
当時NCAAは1年生のベンチ入りを認めていなかったが、練習で彼は1年生チームを率い、当時の全米大学チャンピオンだったUCLAの1軍チームに勝ってしまった。2年生になり主力選手としてプレーするようになると、各誌の年間最優秀選手やオールアメリカンに選出。ジョン・ウッデン監督のもとチームの1967年から3年連続でNCAAトーナメントを制覇する原動力となり、3度のトーナメントMVP、ネイスミス賞なども受賞している。
アルシンダーが在籍した当時のUCLAバスケットチームはNCAAトーナメント7連覇など最強だった時代で、在学中にアルシンダーはほとんど敗戦を経験しなかった。しかし、対戦相手に目を攻められ、角膜を損傷して入院するという憂き目にもあっている。その角膜がまだ完治していない時にエルヴィン・ヘイズ率いるヒューストン大学と対戦し、ほとんど唯一といっていい敗戦となったことがある。ヘイズは対戦前にアルシンダーを、「あいつはウドの大木だ」と罵り、それが注目を集めて開催地が大きなアリーナに変更されたほどだった。
この当時のNCAAはカンザス大学のウィルト・チェンバレンがあまりに破壊的なプレーを見せた後であった。新たに入学してきたアルシンダーの段違いの能力を見せつけられた関係者は他の大学生たちが彼らのまねをして派手なプレーにばかり走ることを心配し、また長身選手に有利になりすぎないようにとダンクシュートなどいくつかのプレーを禁止にしていた。しかし、アルシンダーはそのハンディを「スカイフック」というシュートを身につけることで克服している。
そして1969年のNBAドラフトでミルウォーキー・バックスに全体1位で指名を受け同チームへ入団する。

## NBAキャリア

### ミルウォーキー・バックス

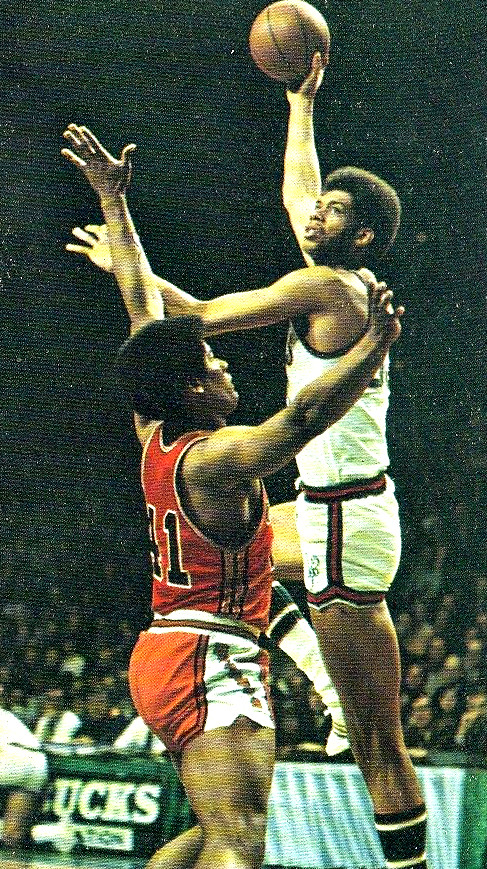
当時ボルティモア・ブレッツのウェス・アンセルドに上からスカイフックでシュートをするアブドゥル＝ジャバー。このスカイフックをブロックすることはほぼ不可能だった。

1969-70シーズン、プロ1年目から支配的な活躍で、前年27勝55敗だったバックスを56勝26敗の地区2位へと押し上げる。1試合平均28.8得点はリーグ2位、14.5リバウンドはリーグ3位の記録で、最優秀新人賞を受賞した。
1970-71シーズン、バックスはオフにオスカー・ロバートソンを獲得、チームは20連勝などを含むシーズン66勝（リーグベスト）を挙げる。アルシンダーはこの年、1試合平均31.7得点・16リバウンドの成績で初の得点王、シーズンMVPを獲得する。プレイオフでは通算12勝2敗と他を寄せ付けず、特にNBAファイナルではブレッツに4連勝（スウィープ）で勝利。ここでもアルシンダーは初のファイナルMVPを受賞した。
1971年、オフにカトリックからイスラム教へ改宗、同時にカリーム・アブドゥル＝ジャバーへと改名する。迎えた1971-72シーズン、前年に引き続きチームを地区首位に導き、自身も平均34.8得点の成績で2年連続得点王、MVPのタイトルを獲得する。

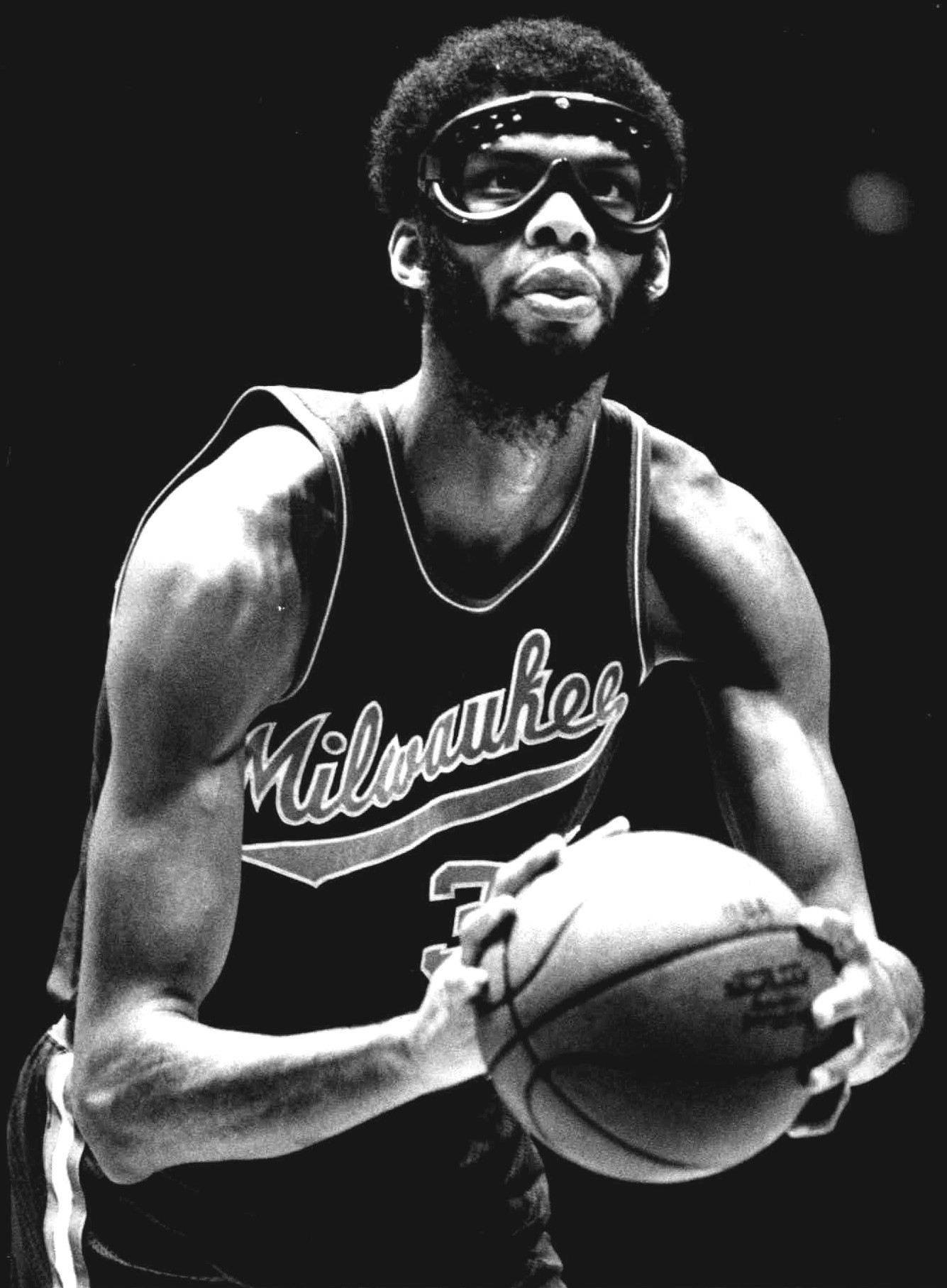
アブドゥル＝ジャバーは角膜への損傷を避けるためにゴーグルを着用し始めた。

1973-74シーズンには平均27得点、14.5リバウンド、トータル283ブロック、フィールドゴール成功率.539（全てリーグ4位以内）という成績を残し、プロ5年目で3度目のシーズンMVPを獲得している。この年チームは再びNBAファイナルへ進出し、ボストン・セルティックスと対戦する。シリーズの第6戦では試合終了間際にアブドゥル＝ジャバーの放ったスカイフックが見事に決まってバックスの勝利となった(このプレーはNBAの過去の名プレーの映像にたまに登場する)。しかし、結局第7戦はボストン・セルティックスの勝利となり、バックスはシリーズに敗れている。
1975年オフ、アブドゥル＝ジャバーはバックスで輝かしい実績を残しながらもミルウォーキーから離れることを希望し、大学を過ごしたロサンゼルスか出身地のニューヨークへのトレードを要求する。GMはこれを承諾し、4選手と引き換えにアブドゥル＝ジャバーをロサンゼルス・レイカーズへ放出した。

### ロサンゼルス・レイカーズ
1975-76シーズン、アブドゥル＝ジャバーは入団1年目から、低迷していたレイカーズに前年を10上回る勝ち星をもたらし、4度目となるMVPに選出されるがチームはプレイオフに進出できず。
1976-77シーズン、チームをリーグ最高となる53勝29敗の成績に導き、5度目のMVPに選出された。プロ8年で5度MVPを受賞した選手はビル・ラッセルとアブドゥル＝ジャバーだけである。しかしプレイオフではレイカーズは西地区決勝でポートランド・トレイルブレイザーズに0勝4敗で敗退している。ブレイザーズのセンターはUCLAの後輩ビル・ウォルトンで、ロサンゼルスでの初の優勝に燃えるアブドゥル＝ジャバーはウォルトンを圧倒し、「レイカーズを倒せてもアブドゥル＝ジャバーは倒せない」と言われたほどの活躍を見せたがチーム力では劣っていることを証明してしまった結果になった。
1977-78、78-79シーズン、アブドゥル＝ジャバー自身は例年並みのスタッツを残すが、チームは平凡な成績に終わる。レイカーズはこの間、ユタ・ジャズとのトレードで1979年のドラフト1巡目1位の指名権を手に入れた。
1979年NBAドラフトでレイカーズはマジック・ジョンソンを指名。開幕戦でアブドゥル＝ジャバーが試合の終了間際にスカイフックを決めて勝利し、アブドゥル＝ジャバーに喜んだマジック・ジョンソンが抱きついた。1979-80シーズンはレイカーズは強豪へと戻り60勝を挙げアブドゥル＝ジャバーは6度目のMVPを獲得する。プレイオフでも各チームを順調に撃破し、NBAファイナルではフィラデルフィア・76ersと対戦。アブドゥル＝ジャバーの大活躍もあってレイカーズが3勝2敗と優勝に王手をかけたが、第5戦の最中にアブドゥル＝ジャバーは足を捻挫してしまう。第6戦はアブドゥル＝ジャバーは欠場を決め、第7戦に備えてフィラデルフィアに移動せず自宅で静養することになった。しかし、第6戦ではマジック・ジョンソンがアブドゥル＝ジャバーの代わりにセンターをつとめ、42得点の大活躍でレイカーズを優勝に導き、ファイナルMVPにも輝いた。しかし、アブドゥル＝ジャバーは「本当は自分こそがMVPに選ばれるべきだった」と後に発言し、マジックも「このファイナルのMVPはカリームだ」と語っている。
1984年4月5日のジャズ戦、マジックのパスからスカイフックを決め、通算31,420得点目を記録、ウィルト・チェンバレンを抜いて通算得点歴代1位となった。

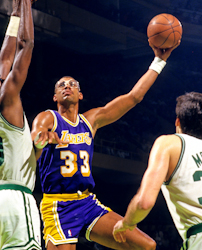
1980年代のボストン・セルティックス戦でのアブドゥル＝ジャバー

1984年のプレイオフはレイカーズは過密日程に苦しみながらも西地区のチームを全て退け、NBAファイナルでレイカーズの宿敵であるボストン・セルティックスと対戦。大学時代からのライバルであるマジック・ジョンソンとラリー・バードの対決に全米は湧いた。アブドゥル＝ジャバーは第1戦で偏頭痛に苦しみながらも36得点をあげる活躍を見せてシリーズを先勝する。しかし、第2戦ではレイカーズのいくつかのミスを巧みにセルティックスに突かれ、第4戦では試合中の乱闘によって集中力を乱され、延長の末にレイカーズは敗退し、シリーズは2勝2敗に追いつかれる。(この試合、アブドゥル＝ジャバーはファウル・アウトになり、延長戦の途中で退場させられている)
そして第5戦では寒冷なはずのボストン市が異常気象に襲われ、会場のボストン・ガーデン内が42度以上の猛暑になるという異常事態となる。この試合で暑さによってレイカーズの選手達は動きに精彩を欠き、この試合を落としてしまう。アブドゥル＝ジャバーは特に暑さに弱く、試合後、「まるで泥の中を走っているような気分だった」と語った。
レイカーズは第6戦に勝利したもの、再度会場をボストン・ガーデンに移して行われた最終戦に敗退。レイカーズの面々にはボストンのファンから罵声が浴びせられ、屈辱的な敗戦になった。

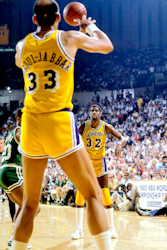
1985年のNBAファイナルにてマジック・ジョンソンからパスを受け取るアブドゥル＝ジャバー（当時38歳）

前年の雪辱を果たすべく、翌年(1985年)も西地区1位となり、プレイオフを勝ち抜いてレイカーズはNBAファイナルに進出し、ボストン・セルティックスと再戦する。ところがNBAファイナル第1戦、38歳のアブドゥル＝ジャバーはセルティックスのセンター、ロバート・パリッシュに12得点、6リバウンドに抑えられ、レイカーズも148対118と大敗を喫してしまう（この試合は「メモリアルデーの虐殺」などといわれた）。しかし試合後にヘッドコーチのパット・ライリーに繰り返し自分が失敗するシーンのビデオを見せられたアブドゥル＝ジャバーは第2戦で奮起、30得点、17リバウンド、8アシスト、3ブロックを記録し勝利。レイカーズは結局4勝2敗でボストン・セルティックスを下してチャンピオンとなり、アブドゥル＝ジャバーは1971年以来、18年ぶりにファイナルMVPとなる。パット・ライリーはアブドゥル＝ジャバーのプレーぶりを「そこに情熱をみた」と絶賛している。
1986-87シーズン、40歳となったアブドゥル＝ジャバーは初めて平均得点が20を下回ってしまう（17.5得点）。40歳近くまでアブドゥル＝ジャバーはチームで最も得点の多い選手であり続けたが、このシーズンからチームの中心はマジック・ジョンソンに移るようになる。しかしレイカーズは1987年のNBAファイナルでボストン・セルティックスと80年代で3度目となる対戦をし、4勝2敗でセルティックスを下しチャンピオンとなる。このシリーズでもアブドゥル＝ジャバーは優勝を決めた第6戦で終了間際に立て続けにシュートを決め、ロバート・パリッシュからファウルを受けながらもスカイフックを決め、パリッシュをファウル・アウトで退場に追い込んだ。この試合でアブドゥル＝ジャバーは32得点をあげ、40歳にしてまだ実力は衰えていないことを証明した。
優勝達成後、ロッカールームでの祝勝会の最中、ヘッドコーチのパット・ライリーが突如、「来年も必ず優勝する」と前代未聞の連覇公約をする。ライリーの狙いはレイカーズの選手たちがセルティックスを倒したことだけに満足せず、連覇によって歴史に残るチームになるという目標を突きつけ、選手達の更なる奮起と向上を促すことにあった。しかし日常から精神の平穏を重視し、闘志は自分で作り上げていくスタイルであったアブドゥル＝ジャバーにはオフシーズンの間も話題になり続ける連覇公約のプレッシャーはこの上なく不快なものであった。後々までアブドゥル＝ジャバーは、あの発言のせいでオフシーズンも落ち着くことができなかったと文句を言い続けていた。
1987-88シーズン、レイカーズは62勝し、7年連続で西地区1位でプレイオフに進み、1回戦を3連勝で通過する。しかし、対戦チームの予想外の頑張りとレイカーズの選手達の疲労やケガ、連覇公約の重圧によって2回戦以降は全て最終戦までもつれるというそれまでのNBA史上もっとも長引いたプレイオフとなる。NBAファイナルでデトロイト・ピストンズに先に王手をかけられながらも第6戦・第7戦を僅差で制し、レイカーズは1969年以来19年ぶりとなるNBA連覇を果たす。
連覇達成に湧くロッカールームでの祝勝会で、パット・ライリーにテレビのレポーターが「今度は3連覇を宣言していただけないのですか?」と質問するとアブドゥル＝ジャバーはすかさずタオルを背後からライリーの口に押し込み、それ以上何も言えないようにした。
1988-89シーズン、42歳になったアブドゥル＝ジャバーは開幕前にこのシーズンを最後に引退すると表明した。この頃にはアブドゥル＝ジャバーの出場時間はかなり短くなっており、控え選手に交代している時間が長かった。しかしそれでもレイカーズはマジック・ジョンソンらの円熟期の活躍で西地区1位でシーズンを終え、プレイオフでは西地区の全てのチームを無敗で退け、NBAファイナルへ進出した。3連覇が現実のものとして見えてきたが、昨年の復讐に燃えるデトロイト・ピストンズとの対戦はレイカーズに故障者が続出したこともあって0勝4敗という無惨なものであった。アブドゥル＝ジャバーはそれでも第3戦で24得点、13リバウンドと奮闘するが勝利にはいたらなかった。アブドゥル＝ジャバーはこのNBAファイナルを最後に引退した。この年のアブドゥル＝ジャバーの成績はレギュラー・シーズンではキャリアで初めてフィールドゴール成功率が5割を切り（.475）、平均得点も最低となる10.1得点であった。

## スカイフック
大学時代、NCAAは彼が原因で試合中のダンクシュートを禁止したほどだった。そのために編み出されたのが有名なスカイフックというシュートだった。通常のフックシュートはゴール近くの混戦の中からボールをゴールに押し込むために打つか、ゴール前に立ちはだかる相手選手にブロックされないために自分の体の幅を使い相手の頭上を越してゴールを狙う。更にアブドゥル＝ジャバーはこれを左右両方の手で打つことが出来た上にスカイフックを相当な遠距離からも楽々と決めることができた。普通の選手ならジャンプシュートを使うようなペイントエリアの外側、ゴール下の人垣の外側から、パスをもらうとすぐさま振り向いてスカイフックを決められるので相手にすればこれほど止め難いプレーヤーはいなかった。アブドゥル＝ジャバーの長いプロキャリア、高いフィールドゴール成功率はスカイフックによって支えられていた部分が大きく、彼のトレードマークとも言える武器であった。
なお、「スカイフックはリリースポイントが最高到達点であり、リリースされたボールをブロックするとゴールテンディングになるため阻止不可能」という説明がされることがあるが、そもそもリリースからゴール到達までの軌道が弧を描くのはスカイフック以外のシュートと同様のため「リリースポイントが最高到達点」になることはない。また、実際にウィルト・チェンバレンやマヌート・ボルらがスカイフックをブロックしたことがあるため、阻止が難しいとはいえ「阻止不可能」ではない。

## 個人成績

### NBAレギュラーシーズン
| シーズン     | チーム       | GP    | GS  | MPG  | FG%   | 3P%  | FT%  | RPG   | APG | SPG | BPG  | PPG   |
| ------------ | ------------ | ----- | --- | ---- | ----- | ---- | ---- | ----- | --- | --- | ---- | ----- |
| 1969–70      | MIL          | 82*   | -   | 43.1 | .518  | -    | .653 | 14.5  | 4.1 | -   | -    | 28.8  |
| 1970–71      | MIL          | 82    | -   | 40.1 | .577  | -    | .690 | 16.0  | 3.3 | -   | -    | 31.7* |
| 1971–72      | MIL          | 81    | -   | 44.2 | .574  | -    | .689 | 16.6  | 4.6 | -   | -    | 34.8* |
| 1972–73      | MIL          | 76    | -   | 42.8 | .554  | -    | .713 | 16.1  | 5.0 | -   | -    | 30.2  |
| 1973–74      | MIL          | 81    | -   | 43.8 | .539  | -    | .702 | 14.5  | 4.8 | 1.4 | 3.5  | 27.0  |
| 1974–75      | MIL          | 65    | -   | 42.3 | .529  | -    | .763 | 14.0  | 4.1 | 1.0 | 3.3* | 30.0  |
| 1975–76      | LAL          | 82    | -   | 41.2 | .529  | -    | .703 | 16.9* | 5.0 | 1.5 | 4.1* | 27.7  |
| 1976–77      | LAL          | 82    | -   | 41.2 | .579* | -    | .701 | 13.3  | 3.9 | 1.2 | 3.2  | 26.2  |
| 1977–78      | LAL          | 62    | -   | 36.8 | .550  | -    | .783 | 12.9  | 4.3 | 1.7 | 3.0  | 25.8  |
| 1978–79      | LAL          | 80    | -   | 39.5 | .577  | -    | .736 | 12.8  | 5.4 | 1.0 | 4.0* | 23.8  |
| 1979–80      | LAL          | 82    | -   | 38.3 | .604  | .000 | .765 | 10.8  | 4.5 | 1.0 | 3.4* | 24.8  |
| 1980–81      | LAL          | 80    | -   | 37.2 | .574  | .000 | .766 | 10.3  | 3.4 | .7  | 2.9  | 26.2  |
| 1981–82      | LAL          | 76    | 76  | 35.2 | .579  | .000 | .706 | 8.7   | 3.0 | .8  | 2.7  | 23.9  |
| 1982–83      | LAL          | 79    | 79  | 32.3 | .588  | .000 | .749 | 7.5   | 2.5 | .8  | 2.2  | 21.8  |
| 1983–84      | LAL          | 80    | 80  | 32.8 | .578  | .000 | .723 | 7.3   | 2.6 | .7  | 1.8  | 21.5  |
| 1984–85      | LAL          | 79    | 79  | 33.3 | .599  | .000 | .732 | 7.9   | 3.2 | .8  | 2.1  | 22.0  |
| 1985–86      | LAL          | 79    | 79  | 33.3 | .599  | .000 | .732 | 7.9   | 3.2 | .8  | 2.1  | 22.0  |
| 1986–87      | LAL          | 78    | 78  | 31.3 | .564  | .333 | .714 | 6.7   | 2.6 | .6  | 1.2  | 17.5  |
| 1987–88      | LAL          | 80    | 80  | 28.9 | .532  | .000 | .762 | 6.0   | 1.7 | .6  | 1.2  | 14.6  |
| 1988–89      | LAL          | 74    | 74  | 22.9 | .475  | .000 | .739 | 4.5   | 1.0 | .5  | 1.1  | 10.1  |
| 通算 : 20年  | 通算 : 20年  | 1,560 | 625 | 36.8 | .559  | .056 | .721 | 11.2  | 3.6 | .9  | 2.6  | 24.6  |
| オールスター | オールスター | 18    | 13  | 24.9 | .493  | .000 | .820 | 8.3   | 2.8 | .4  | 2.1  | 13.9  |

### NBAプレーオフ
| シーズン    | チーム      | GP  | GS | MPG  | FG%  | 3P%  | FT%  | RPG  | APG | SPG | BPG | PPG  |
| ----------- | ----------- | --- | -- | ---- | ---- | ---- | ---- | ---- | --- | --- | --- | ---- |
| 1971        | MIL         | 10  | -  | 43.5 | .567 | -    | .733 | 16.8 | 4.1 | -   | -   | 35.2 |
| 1972        | MIL         | 14  | -  | 41.2 | .515 | -    | .673 | 17.0 | 2.5 | -   | -   | 26.6 |
| 1973        | MIL         | 11  | -  | 46.4 | .437 | -    | .704 | 18.2 | 5.1 | -   | -   | 28.7 |
| 1974        | MIL         | 6   | -  | 46.0 | .428 | -    | .543 | 16.2 | 2.8 | -   | -   | 22.8 |
| 1975        | MIL         | 16  | -  | 47.4 | .557 | -    | .736 | 15.8 | 4.9 | 1.3 | 2.4 | 32.2 |
| 1978        | LAL         | 11  | -  | 42.5 | .607 | -    | .725 | 17.7 | 4.1 | 1.7 | 3.5 | 34.6 |
| 1979        | LAL         | 3   | -  | 44.7 | .521 | .000 | .556 | 13.7 | 3.7 | .7  | 4.0 | 27.0 |
| 1980        | LAL         | 8   | -  | 45.9 | .579 | .000 | .839 | 12.6 | 4.8 | 1.0 | 4.1 | 28.5 |
| 1981        | LAL         | 15  | -  | 41.2 | .572 | .000 | .790 | 12.1 | 3.1 | 1.1 | 3.9 | 31.9 |
| 1982        | LAL         | 3   | -  | 44.7 | .462 | .000 | .714 | 16.7 | 4.0 | 1.0 | 2.7 | 26.7 |
| 1983        | LAL         | 14  | -  | 35.2 | .520 | .000 | .632 | 8.5  | 3.6 | 1.0 | 3.2 | 20.4 |
| 1984        | LAL         | 15  | -  | 39.2 | .568 | .000 | .755 | 7.7  | 2.8 | 1.1 | 3.7 | 27.1 |
| 1985        | LAL         | 21  | -  | 36.5 | .555 | .000 | .750 | 8.2  | 3.8 | 1.1 | 2.1 | 23.9 |
| 1986        | LAL         | 19  | 19 | 32.1 | .560 | .000 | .777 | 8.1  | 4.0 | 1.2 | 1.9 | 21.9 |
| 1987        | LAL         | 14  | 14 | 34.9 | .557 | .000 | .787 | 5.9  | 3.5 | 1.1 | 1.7 | 25.9 |
| 1988        | LAL         | 18  | 18 | 31.1 | .530 | .000 | .795 | 6.8  | 2.0 | .4  | 1.9 | 19.2 |
| 1989        | LAL         | 24  | 24 | 29.9 | .464 | .000 | .789 | 5.5  | 1.5 | .6  | 1.5 | 14.1 |
| 1990        | LAL         | 15  | 15 | 23.4 | .463 | .000 | .721 | 3.9  | 1.3 | .3  | .7  | 11.1 |
| 出場 : 18回 | 出場 : 18回 | 237 | 90 | 37.3 | .533 | .000 | .740 | 10.5 | 3.2 | 1.0 | 2.4 | 24.3 |

## 記録

### NBA記録
- 通算出場時間（分）：57,446
- 通算フィールドゴール成功数：15,837

### その他の記録
- レギュラーシーズン出場試合数：1,560（歴代2位）
- 38,387得点（歴代2位）
- 17,440リバウンド（歴代3位）
- 5,660アシスト
- 1,160スティール※
- 3,189ブロック※（歴代3位）（※スティール、ブロック数が公式に記録され始めたのは1973-74シーズン、72-73シーズンまでは記録がない）
- 通算フィールドゴール試投数：28,307（歴代2位）
- フィールドゴール成功率.559
- フリースロー成功率.721
- 3Pフィールドゴール成功率.056（通算成功数1 通算試投数18）
- プレイオフ出場試合数：237（歴代5位）
- オールスター選出回数：19（歴代2位）
- オールスター出場試合数：18（歴代2位）

## タイトル
- 6× NBAチャンピオン (1971, 1980, 1982, 1985, 1987, 1988)
- 2× NBAファイナルMVP (1971, 1985)
- 6× NBAシーズンMVP (1971, 1972, 1974, 1976, 1977, 1980)
- 19× NBAオールスター (1970-1977, 1979-1989)
- 10× オールNBAファーストチーム (1971-1974, 1976, 1977, 1980, 1981, 1984, 1986)
- 5× オールNBAセカンドチーム (1970, 1978, 1979, 1983, 1985)
- 5× NBAオールディフェンシブ・ファーストチーム (1974, 1975, 1979-1981)
- 6× NBAオールディフェンシブ・セカンドチーム (1970, 1971, 1976-1978, 1984)
- NBA新人王 (1970)
- NBAオールルーキー・ファーストチーム (1970)
- 2× NBA得点王 (1971, 1972)
- NBAリバウンド王 (1976)
- 4× NBAブロック王 (1975, 1976, 1979, 1980)
- NBA35周年オールタイムチーム
- NBA50周年記念オールタイムチーム
- NBA75周年記念チーム
- No. 33 ミルウォーキー・バックス永久欠番
- No. 33 ロサンゼルス・レイカーズ永久欠番
- 3× NCAAチャンピオン (1967-1969)
- 3× NCAAファイナル・フォーMVP (1967-1969)
- 3× 全米カレッジ年間最優秀選手賞 (1967-1969)
- 3× オールアメリカン・コンセンサスファーストチーム (1967-1969)
- No. 33 UCLAブルーインズ永久欠番
- 2× ミスター・バスケットボールUSA (1964, 1965)
- 3× パレード誌オールアメリカン・ファーストチーム (1963-1965)

## その他
- アブドゥル＝ジャバーはマジック・ジョンソンのレイカーズに加入後、10年で9度ディビジョンを制し、5つのチャンピオンリングを得ている。マジックの存在はチームに革新をもたらしたが、アブドゥル＝ジャバーもまた、年齢は既に30代後半というほとんどの選手が引退する年齢になりながら、81年から6シーズンにわたって平均20得点以上を記録し、毎試合32〜35分プレイしていた。因みにアブドゥル＝ジャバーの肉体は、この頃が最も引き締まっていた。ボディケアを非常に重視し、ウェイトトレーニングに加えヨガや武道(ジークンドー)で身体能力を維持し、瞑想でストレスを発散させていた。マジックは「カリームこそ最も美しいアスリートだ」と語っている。
- 20年ものキャリアを過ごしたため、時代によって風貌がかなり違う。プロ初期のバックス時代はショートアフロ風にした髪で、頬や顎には強髭をたくわえている。体つきは筋肉質だがやや細身だった。レイカーズに移籍してからしばらくは、髪はそのままだったが頭頂部が薄くなったのが目立つようになった。1980年代後半からは髪はスキンヘッドにしてしまい、髭もほとんどなくなっている。また、キャリア後半、相手選手による目つき攻撃対策のため試合の時にゴーグルをかけるようになり、これも彼のトレードマークとなった。
- 現役時代の背番号33は、バックスとレイカーズで永久欠番になっている。
- 背番号33はアブドゥル＝ジャバーがつけていたことにより、バスケットボールにおいてエースナンバーの一つとなっている。彼以降、ラリー・バード、パトリック・ユーイング、スコッティ・ピペン、アロンゾ・モーニング、グラント・ヒルなど、リーグを代表する選手がつける例が比較的多い（シャキール・オニールも大学時代までは33だったが、プロ入り後はチームの事情で選べなかった）。マジック・ジョンソンもミシガン州立大学ではアブドゥル＝ジャバーに憧れて33番をつけており、NCAAで優勝を果たしてこの番号は同大学の永久欠番となっている。しかし、レイカーズに指名され、アブドゥル＝ジャバーと同じチームになったため本人から背番号を譲ってもらうわけにもいかず、32番をつけることになった。この32番もレイカーズの永久欠番となった。
- ブルース・リーと共演した『死亡遊戯』をはじめ、いくつかの映画に出演した経験がある(彼はリーの截拳道（ジークンドー）の道場に通っていた)。
  - コメディ映画『フライングハイ』では、飛行機のキャプテン（彼のあだ名の“キャップ”にかけて）役で出演している。そこではアブドゥル＝ジャバーだと見抜かれた子供に、レギュラーシーズンは手を抜いてプレイしていると非難され激怒するシーンがある。
  - カンフー映画『死亡遊戯』ではサングラスをかけ、五重の塔でブルース・リーとの対決を演じた。このシーンは1972年にバックス時代のアブドゥル＝ジャバーを招いて香港で撮影されたが、リーにハリウッド映画『燃えよドラゴン』の出演が決まったため制作が中断し、『燃えよドラゴン』の撮影終了後再開という段になってリーが急死したので未完成になっていた。その後、リーのそっくりさんを使って補完撮影し、ブルース・リーとの対決シーンでは、光のまぶしさに苦しむシーン、リーに金的攻撃を受けて苦しむシーンなどすでに撮影済みのフィルムをつなげ、1978年に公開された。さらに後に作られた映画『Bruce Lee in G.O.D 死亡的遊戯』では、アブドゥル＝ジャバーがリーと会話するシーンなど『死亡遊戯』ではカットされたシーンが多く入っており、さらに同DVD版では、アブドゥル＝ジャバーも含めたNGフィルムも見ることができる。
  - キング牧師が最初に赴任した黒人バプテスト派のデクスターアベニューバプテスト教会で、キングの前任牧師だったヴァーノン・ジョンズの苦闘を描いた作品である1994に製作されたテレビ映画『怒りを我らに』（原題：The Vernon Johns Story）[23]において、ジャバーは既にイスラム教に改宗していた後ではあったが共同製作者の一人としてクレジットされている。
- その風貌から黒人選手であることを疑う者はいなかったが、実は父親は黒人で母親は白人である。彼は一人息子である。父親はニューヨークの警官で当時の黒人家庭としては相当に裕福で、兄弟が多く貧困の環境からはい上がった者の多い他のNBA選手達とは相当に異なった生い立ちだった。また知能指数が高く、学業成績も優秀で頭脳も明晰だった。こうした彼の独自性が東洋の精神世界に深く傾倒し、他人と全く違った嗜好をもつ人間性を育てたと言われている。
- 現役時代には物静かな人物で他人とあまり話をしたがらず、記者からの評判も悪かった。マジック・ジョンソンも最初の数年間はコート外ではほとんど会話をしたことがなかったという。その反面悪戯好きな性格でもあった。チームメイトの服を取り替えたり、ハンカチやバッグを隠しておいて、チームメイトがあわてるのを楽しんでいたりしたという。
- 彼はジャズ音楽が大好きだった。他の選手たちがロックやディスコミュージックを聴いているときにもいつも一人で違う音楽を聴いていたという。
- 現役時代から何度も持病の偏頭痛に苦しんでいた。しかし頭痛に苦しみながらもNBAファイナルで36得点をあげたこともある。体調や私生活などのトラブルをプレーに影響させない精神力・集中力はマジック・ジョンソンも賞賛している。偏頭痛に効果があるとしてカリフォルニア州の許可をもらってマリファナを治療のために使用していたが、現役引退後に空港でその所持でトラブルになり、逮捕されたことがある。
- 日本映画『座頭市』シリーズの大ファンだった。
- 1983年に自宅が火事で全焼し、保管してあった文物や大量のジャズのレコードを全て失った(自分の吸っていた葉巻が火事の原因と言われている)。また、その数年後には財産管理者とのトラブルにより資産のほとんどを失い、破産宣告寸前の状態になったことがある。それがあのように長いキャリアをすごす一因にもなったといわれている。
- バスケット・シューズは一貫してアディダスと契約していた。彼への契約金が当時としては相当な額だったため1984年にマイケル・ジョーダンがアディダスと最初に契約交渉をしたとき希望を満たすような契約内容を提示できず、ジョーダンはナイキ社と契約することになった。
- 生まれた時から体が大きく、出生時の身長が57.2cmで体重が5730g、9歳で173cm、13歳で203cmあった。